# Igreja Presbiteriana Nacional do Chile
A Igreja Presbiteriana Nacional do Chile (em espanhol Iglesia Presbiteriana Nacional de Chile) é uma denominação reformada, que surgiu no Chile em 02 de Julho de 1944, a partir de uma separação da Igreja Presbiteriana do Chile.

## História
O presbiterianismo chegou ao Chile por meio de missionários norte-americanos, a primeira igreja a se instalar no país foi a Igreja Presbiteriana Unida nos Estados Unidos da América, a partir da missão do Reverendo Dr. David Trumbull. Por meio desta missão surgiu a atual Igreja Presbiteriana do Chile, contudo, esta esteve ligada ao presbitério de Nova Iorque até 1964.
A partir das controvérsias que surgiram nas igrejas presbiterianas norte-americanas entre fundamentalistas e liberais, surgiram também no Chile, grupos descontentes com a igreja do país. Além de buscaram uma igreja livre, totalmente nacional, os líderes mais jovens da igreja presbiteriana do pais perceberam uma visão elitista na denominação, de forma que, argumentavam eles, a igreja não buscava crescer e evangelizar.
Assim, em 1944, surgiu um grupo que se separou da igreja, formando a Igreja Presbiteriana Nacional do Chile. Em 1945 a igreja adotou o nome de Igreja Presbiteriana Nacional Evangélica e recebeu apoio de missionários coreanos, holandeses e australianos.
No ano de 1960 a igreja sofreu também um cisão que deu origem a Igreja Presbiteriana Fundamentalista Bíblica, que atualmente possui diversas congregações no país.
Em 2004, a igreja era formada por um presbitério, constituído de 25 congregações, com 14 ministros ordenados e cerca de 2.000 membros.  Sua igreja matriz fica em Santiago.

## Doutrina
A igreja é reformada, segue o sistema de governo presbiteriano e subscreve a Confissão de Fé de Westminster, o Catecismo de Heidelberg, Credo dos Apóstolos e Credo Niceno.